# Donai
Donai é uma povoação portuguesa sede da Freguesia de Donai do Município de Bragança, freguesia com 15,07 km² de área e 419 habitantes (censo de 2021), tendo, por isso, uma densidade populacional de 27,8 hab./km².

## Demografia
A população registada nos censos foi:
| Distribuição da População por Grupos Etários | Distribuição da População por Grupos Etários | Distribuição da População por Grupos Etários | Distribuição da População por Grupos Etários | Distribuição da População por Grupos Etários |
| -------------------------------------------- | -------------------------------------------- | -------------------------------------------- | -------------------------------------------- | -------------------------------------------- |
| Ano                                          | 0-14 Anos                                    | 15-24 Anos                                   | 25-64 Anos                                   | > 65 Anos                                    |
| 2001                                         | 53                                           | 57                                           | 199                                          | 107                                          |
| 2011                                         | 64                                           | 49                                           | 239                                          | 94                                           |
| 2021                                         | 42                                           | 45                                           | 206                                          | 126                                          |

## Património
- Mamoa de Donai ou Mamoa de Tumbeirinho ou Devesa de Donai